# Idioma ermitaño
Ermitaño (también llamado ermitaño o chabacano de Ermita) es una variación lingüística del idioma criollo español de chabacano hablada por un específico grupo de individuos en la ciudad de Ermita, parte del área metrópolitana de Manila en Filipinas. 

## Descripción
El Ermitaño es una variación derivada de la combinación del tagalo y el español de la misma manera que el chabacano o chavacano de Zamboanga hablado en el sur de Filipinas, el cual es una combinación del español con incorporación de elementos de lenguas visayas, sin embargo ambos idiomas son mutuamente ininteligibles, ya que presentan diferencias significativas en su estructura ya que un chabacano de Zamboanga no podría comunicarse con un ermitaño de una manera eficiente.

## Historia
El ermitaño era altamente utilizado en Ermita durante el siglo XIX y principios del siglo XX, después del español que era el idioma más utilizado por los filipinos educados (criollos y mestizos) en el área metropolitana de Manila, sin embargo tras el control de Filipinas por parte de Estados Unidos, el uso del inglés aumentó y al término de la Segunda Guerra Mundial, después del ataque japonés a Manila, el número de sus hablantes decreció, se cree que gran parte de hablantes nativos de ermitaño murieron en ese conflicto, sin embargo las cifras exactas no son conocidas. Hoy en día el ermitaño se encuentra en peligro de extinción, es la única de las variantes del chabacano que se presume extinta.
A finales de la década de los 80 y principios de los 90, había solamente dos hablantes nativos de ermitaño que se encontraban en Manila: una abuela y su nieto adolescente. En un reporte de los estudiantes de lingüística hecho por la Universidad de Filipinas se ha tenido la oportunidad de entrevistar a estas dos personas y tomar notas de este idioma presuntamente extinto. A pesar de su clasificación como un idioma extinto, es probable que existan unos pocos hablantes nativos que se encuentran principalmente en Manila.